# Sainte-Adresse
Sainte-Adresse är en kommun i departementet Seine-Maritime i regionen Normandie i norra Frankrike. Kommunen ligger i kantonen Le Havre 6e Canton som tillhör arrondissementet Le Havre. År 2022 hade Sainte-Adresse 7 015 invånare.

## Befolkningsutveckling
Antalet invånare i kommunen Sainte-Adresse
| Referens: INSEE |